# Académie pontificale saint Thomas d'Aquin
L'Académie pontificale romaine de saint Thomas d'Aquin fut fondée à l'automne 1879 par le pape Léon XIII, trois mois après la publication de l'encyclique Æterni Patris, le 4 août 1879. Son siège est situé au Vatican.
Cette encyclique plaçait Thomas d'Aquin (1225-1274), le Doctor Angelicus, et son aurea sapientia au cœur de l'enseignement de l'Église catholique, en réaction aux courants cartésien (rationalisme) et kantien (subjectivisme autonome) qui, sur le plan philosophique, avaient affaibli la tradition scolastique depuis l'époque de la Réforme. Thomas d'Aquin, lui, s'était attaché  - en philosophe -  à rénover, voire « christianiser » le système d'Aristote pour l'adapter  - en théologien -  à une conception rationnelle du dogme. Du point de vue de l'Église à la fin du XIXe siècle, le néo-thomisme tirait toute sa légitimité des insuffisances de la philosophie et de la politique de l'époque.  
L'Académie pontificale saint Thomas d'Aquin, fusionnée plus tard avec l'Académie de religion catholique, devient le lieu où les spécialistes de la philosophie aristotélico-thomiste ou néo-thomiste, élus membres de cette institution, se réunissent pour étudier et développer encore la philosophie de l'Église catholique.

## Liste des présidents
- Serge-Thomas Bonino, O.P (depuis novembre 2014)

## Liste des secrétaires
- Marcelo Sánchez Sorondo (es) (depuis mars 1999)

## Liste des membres
- Étienne Gilson (1884-1978)
- Gabriel Le Bras (1891-1970)
- Jacques Maritain (1882-1973)